# Joseph Franz Weigl
Joseph Franz Weigl, född den 19 mars 1740, död den 25 januari 1820, var en östewrrikisk cellist, far till kompositörerna Joseph och Thaddäus Weigl.
Weigl var förstecellist i furst Esterházys orkester och hade Joseph Haydn som dirigent. Det förmodas, att Haydns cellokonsert C-dur (Hob. VIIb/1) skrevs till honom.